# Калайда Олексій Феофілович
Олексій Феофілович Калайда (нар. 11 травня 1932, с. Гранів, Гайсинського району, Вінницької області) — український математик, кандидат фізико-математичних наук, доцент, лауреат Державної премії України в галузі науки і техніки.

## Біографія
В 1957 р. закінчив механіко-математичний факультет Київського державного університету ім. Т. Г. Шевченка.
З 1957 до 1959 — співробітник обчислювального центру Київського університету.
З 1959 до 1962 р.р. навчався в аспірантурі механіко-математичного факультету КДУ, після закінчення якої працював в обчислювальному центрі.
З вересня 1962 р. працює на кафедрі математики та математичної фізики радіофізичного факультету Київського університету спочатку асистентом, а з 1969 р. — доцентом.
1965 року захистив кандидатську дисертацію «Теореми про середнє і їх застосування» під керівництвом П. С. Бондаренка.
З 1975 до 1986 р.р. — завідувач кафедри математики та математичної фізики.
З 1986 до 2000 р. — доцент цієї кафедри.
З 2000 р. — на пенсії.

## Педагогічна діяльність
На фізичному і радіофізичному факультетах Київського університету читав нормативні курси:
- Математичний аналіз
- Диференціальні рівняння
- Методи математичної фізики
- Рівняння математичної фізики
- Чисельні методи
- Програмування

спеціальні курси:
- Додаткові розділи варіаційного числення
- Методи оптимізації в економіці
- Дослідження операцій.

Читав курс «Вища математика» на спецфакультеті.
Підготував 10 кандидатів наук. Керував чотирма держбюджетними (п'ятирічними) темами.
Вів науково-дослідницькі студентські гуртки на фізичному та радіофізичному факультетах. Результатами досліджень у гуртках стало 25 наукових праць, опублікованих спільно зі студентами молодших курсів.

## Наукова діяльність
Основний напрямок наукових досліджень — обчислювальна математика.
Основні наукові результати:
- Побудовано теорію лінійних інтегро-диференціальних задач;
- Побудовано варіаційне числення для суперпозиції функціоналів;
- Розроблено апроксимаційно-ітеративні методи та методи розщеплення розв'язування операторних рівнянь другого роду;
- Розроблено матричні формули та алгоритми чисельного диференціювання та чисельного інтегрування;
- Розроблено матричні методи розв'язування операторних рівнянь;
- Розроблено двосторонні методи аппроксимації функцій, похідних та інтегралів та двосторонні методи розв'язування операторних рівнянь;
- Досліджено нові класи варіаційних задач з інтегральними, диференціально-інтегральними та інтегро-диференціальними інтегрантами;

## Основні наукові праці
- Монографія «Наближені методи розв'язування операторних рівнянь» (спільно з Головачем Г. П.).
- Підручник «Диференціальні рівняння» (спільно з Ляшко І. І., Боярчуком О. К., Гаєм Я. Г.)
- Підручник «Математический анализ» в 3 томах (спільно з Ляшко І. І., Боярчуком О. К., Гаєм Я. Г.).

Загалом опублікував 255 наукових та науково-методичних робіт.

## Нагороди
- Лауреат Державної премії УРСР в галузі науки і техніки 1989 року за підручник «Математический анализ», опублікований у 1983–1987 роках.
- Почесне звання «Соросівський доцент».